# Laurence Acton (júnior)
Laurence Acton (falecido em 1410) foi um político inglês que foi parlamentar do Newcastle upon Tyne em 1386, 1391, setembro de 1397 e 1399. O filho do parlamentar de mesmo nome, o seu avô e tio eram ambos parlamentares chamados William Acton. Foi também oficial de justiça (1385 a 1393), juiz de paz (26 de dezembro de 1390) e prefeito (1393-1396) da cidade mencionada.